# Mangan(II)-phosphinat
Mangan(II)-phosphinat ist das Mangan(II) Salz der Phosphinsäure.

## Gewinnung und Darstellung
Das Salz kann durch die Reaktion von Calciumphosphinat mit Mangan(II)-sulfat hergestellt werden.

## Chemische Eigenschaften
Beim Erhitzen zersetzt es sich unter Bildung von sehr giftigen Monophosphan.

## Verwendung
Mangan(II)-phosphinat wurde ebenfalls wie Calciumphosphinat als Kräftigungsmittel verwendet. Es wird auch bei der Herstellung von Nylon-Teppichfasern benutzt.